# Róterdam
Róterdam (en neerlandés, Rotterdam; [rroterdám] (escuchar)ⓘ) es una ciudad neerlandesa situada al oeste del país, en la provincia de Holanda Meridional, y puerto sobre el río Mosa, cerca de La Haya. Situada a 30 km del mar, tiene una población de 634 660 habitantes. Es la segunda ciudad más poblada del país después de Ámsterdam, y el área metropolitana de Róterdam alcanza los 2,82 millones de personas.
El panorama urbano de Róterdam le valió el apodo de “La Manhattan del Mosa”. Además, la ciudad es conocida por la Universidad Erasmus, su vida cultural, su patrimonio marítimo y su arquitectura innovadora. Por su parte, el puerto de Róterdam, Europoort, es el más grande de Europa y uno de los veinte puertos con mayor tráfico de contenedores a nivel mundial. Está comunicado con el río Rin.
Establecida en el siglo XIII, Róterdam obtuvo el estatus de ciudad en 1340. El puerto de la ciudad vio aumentar su importancia en el siglo XVI gracias al declive de Amberes, la fundación de las Compañía Neerlandesa de las Indias Orientales y la construcción naval. En el siglo XVII, era la segunda ciudad comercial en las Provincias Unidas de los Países Bajos, y la industria textil se desarrolló allí. El siglo XVIII marcó una disminución relativa, y su puerto solo se recuperó después de la construcción de un canal artificial, el Nieuwe Waterweg (1866-1872). Posteriormente, Róterdam hubo de reinventarse tras la Segunda Guerra Mundial. El 14 de mayo de 1940 el bombardeo de la Alemania nazi acabó con todo el centro urbano de la ciudad. Desde las postguerra, la modernidad y la vanguardia arquitectónica han llenado las calles de la ciudad. El puerto ha ganado 2000 hectáreas de tierra en el mar del Norte para expandirse un 20 por ciento, y Róterdam floreció con rapidez en las décadas siguientes al final de la guerra gracias a la reducción de las barreras comerciales entre los Estados miembros de la Unión Europea (UE).
Primer centro industrial de los Países Bajos, la ciudad es también una de las principales puertas de entrada de la UE. El puerto, las industrias químicas y los sectores de los transportes y de la distribución son las principales fuentes de empleo.
Como iconos de la ciudad destacan el Timmerhuis que acoge el Museo de Róterdam, y la Factoría Van Nelle levantada en los años 1930 y declarada Patrimonio de la Humanidad. Pero el gran museo de arte de la ciudad es el Boijmans van Beuningen, donde están representados numerosos periodos y movimientos, incluidos los principales representantes del Siglo de Oro. Róterdam es también considerada como un “museo al aire libre”, especialmente en lo que se refiere a la arquitectura contemporánea, con edificios representativos como el Markthal. Otra obra significativa es la Estación Central, o las Casas cubo.

## Historia

Mapa de Róterdam, 1690

Rodeando la presa había un asentamiento donde se vivía inicialmente de la pesca. Pronto el lugar se convirtió en un mercado y creó los primeros puertos. El 17 de marzo de 1299, Róterdam pasa al poder del conde Juan de los Países Bajos. El 7 de junio de 1340 se concede el poder finalmente a Guillermo IV de los Países Bajos. En 1360, fue construida una muralla. Durante el conflicto entre 1488 y 1490, Frans van Brederode jugó un papel importante en Róterdam. La posición como base de las guerras fortaleció a la ciudad enormemente en comparación con otras ciudades de los alrededores, por lo tanto la vecina Delft perdió la mitad de la población. Gracias a van Brederode la ciudad toma importancia en los Países Bajos.
Entre 1449 y 1525 se construyó la Iglesia de San Lorenzo, en la Róterdam medieval este fue el único edificio de piedra. Este fue un proyecto ambicioso, ya que Róterdam en ese momento contaba con unos 1200 hogares. En 1572, Róterdam fue saqueada por las tropas españolas comandadas en ese momento por el conde de Boussu Maximilien de Henin-Liétard.

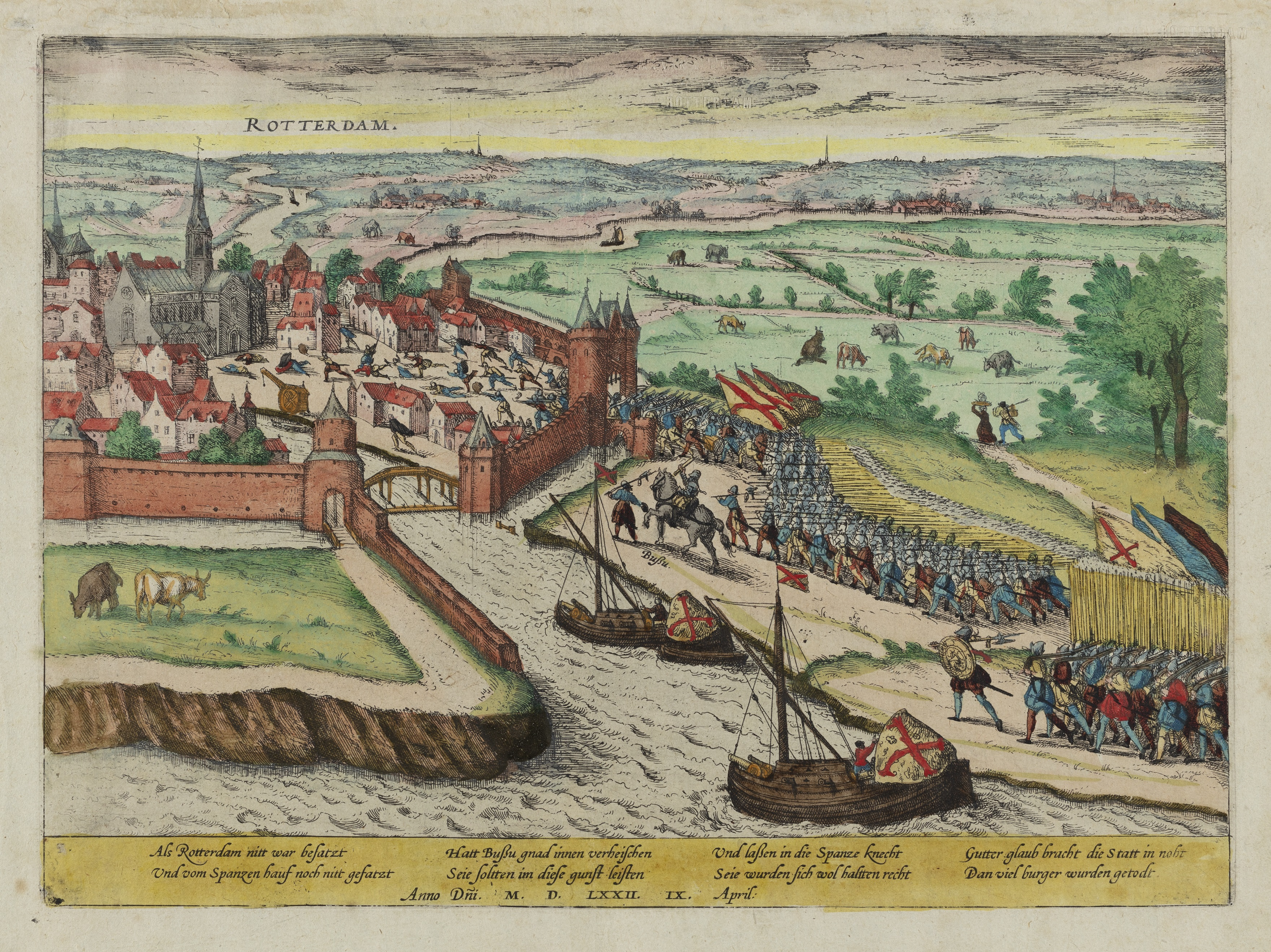
Captura de Rotterdam por las tropas hispanas durante la Guerra de los ochenta años (1572).

En 1573, la ciudad se puso del lado de la rebelión neerlandesa. La ciudad contaba ya con unos 10 000 habitantes. A finales del siglo XVI, Johan van Oldenbarnevelt desde 1576 hasta 1586 financió la ciudad para que desarrollara el puerto de Róterdam más aún, lo que sentó las bases para que la ciudad adquiriera la importancia actual en el comercio marítimo. En el censo de 1622, se contabilizaron cerca de 20 000 personas.

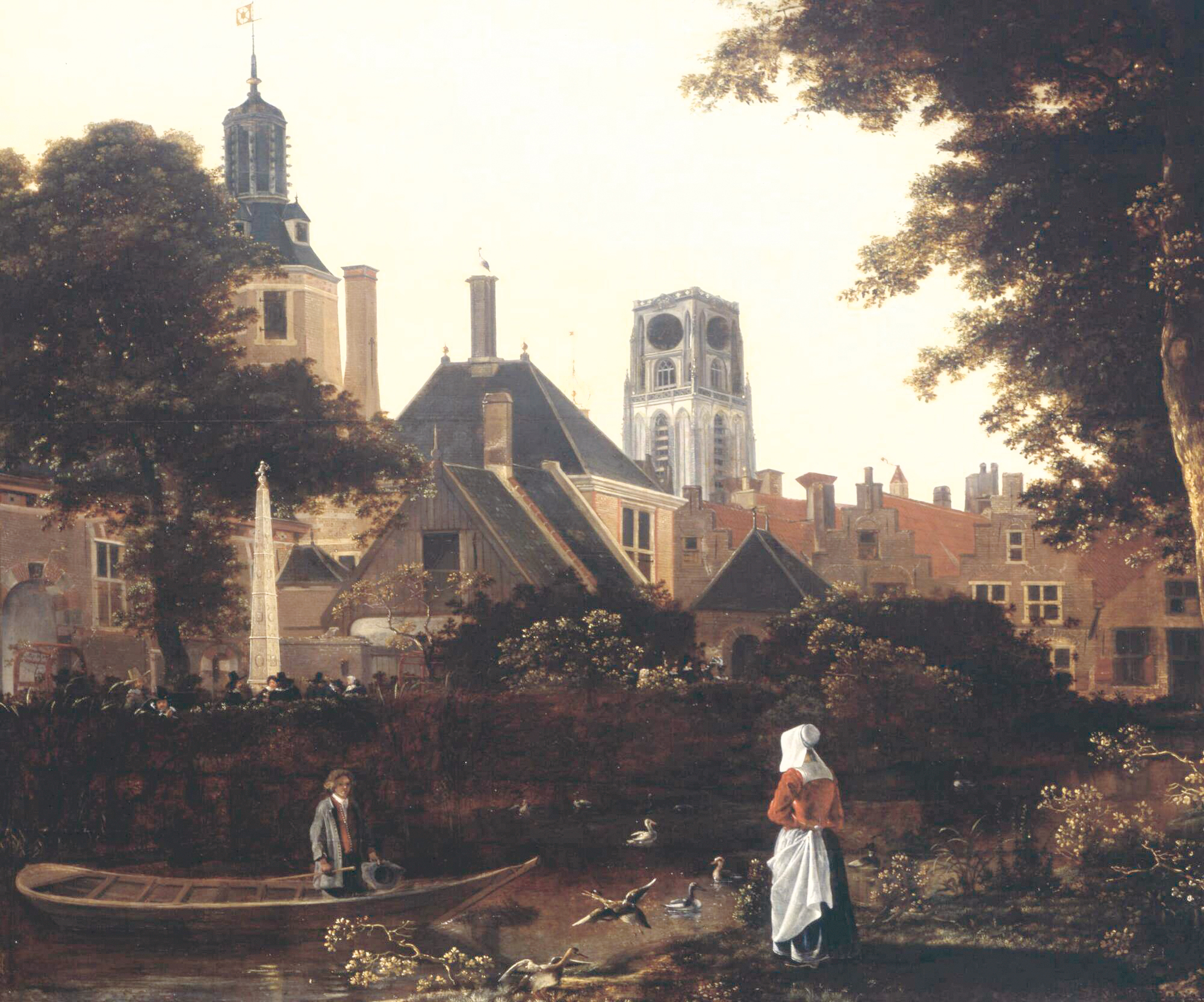
Paisaje urbano de 1660, en el fondo se observa la torre de la iglesia de San Lorenzo.

Al final del siglo XVII el crecimiento prosiguió y llegó a la cifra de 50 000 habitantes, sin embargo, la ciudad no se expandió más allá de sus muros y canales, por lo que la ciudad estaba aglomerada de gente. Solo después de 1825 habría de seguir la ampliación fuera de los límites, obligación debida a su rápido crecimiento.

### Cimientos para la Róterdam actual

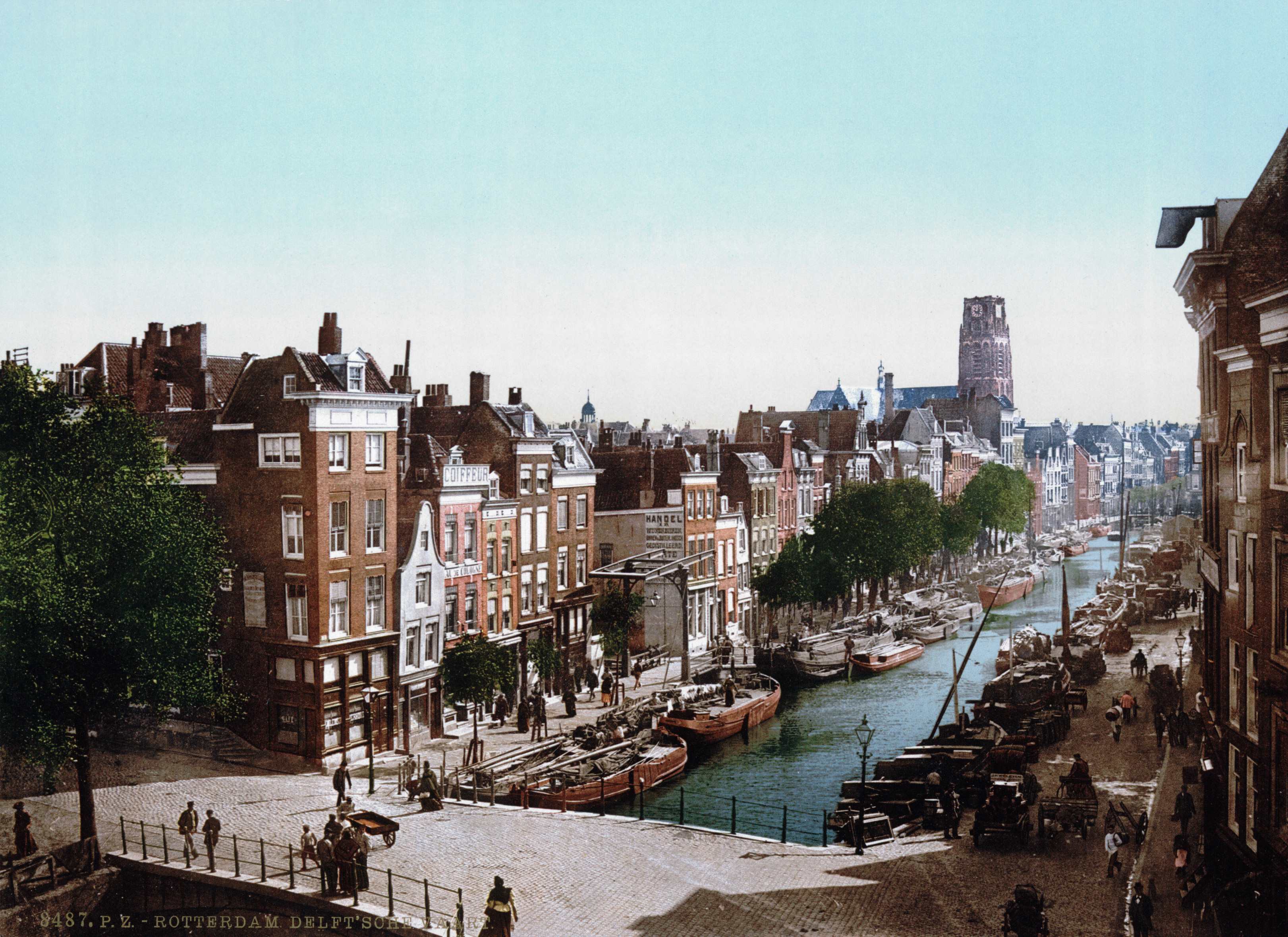
La ciudad al final del

En el siglo XIX, la posición de Róterdam como puerto internacional fue amenazado por el sedimento de la población en los principales enlaces con el mar. Entre 1827 y 1830 bajo el reinado de Guillermo I y con el fin de superar este problema, el ingeniero Pieter Caland diseñó un ambicioso plan para una nueva conexión con el mar del Norte. En 1866 comenzó la ejecución, y entre 1866 y 1872 el nuevo canal fue excavado. Esto creó un enlace marítimo directo entre Róterdam (como entidad de los Países Bajos) y el Mar del Norte. Después de la apertura del canal comenzó la nueva aceleración del crecimiento en la ciudad, provocado por la creación de varios puertos nuevos, el empleo aumentó considerablemente. Esto atrajo a trabajadores de todo el mundo, y el dinero que fue ganado por la ciudad se dedicó principalmente a la construcción de edificios más grandes en el centro.
La ciudad se expandió de dos maneras, una fue mediante la anexión de varios municipios de los alrededores y la otra por la construcción de muchos barrios nuevos. Los puertos se fueron ampliando rápidamente. Bajo la influencia de personas como Louis Pincoffs y Gerrit de Jongh, se construyeron más y más puertos. Atraídos por el empleo, muchos agricultores (especialmente del norte) se asentaron en la ciudad. A los recién llegados se le pusieron rápidamente junto a hileras de viviendas baratas, sobre todo en el sur. Entre 1880 y 1900 la población creció rápidamente de 160 000 a 315 000 de personas. En 1920, la población asciende ligeramente por encima de los 500 000 habitantes. En 1914 fue absorbido un municipio más, y en 1933 otros le siguieron. A finales del siglo XIX también se había iniciado la construcción de los nuevos barrios. Ya desde 1914, comenzó la expansión hacia el oeste.
Las murallas fueron demolidas algún tiempo antes, pero la cinta, que también forma parte de las anteriores fortificaciones, estaban allí. En el municipio se invirtió para crear edificios de prestigio, con un nuevo ayuntamiento, la oficina de correos y el actual centro económico de la ciudad.

### Bombardeo y ocupación nazi

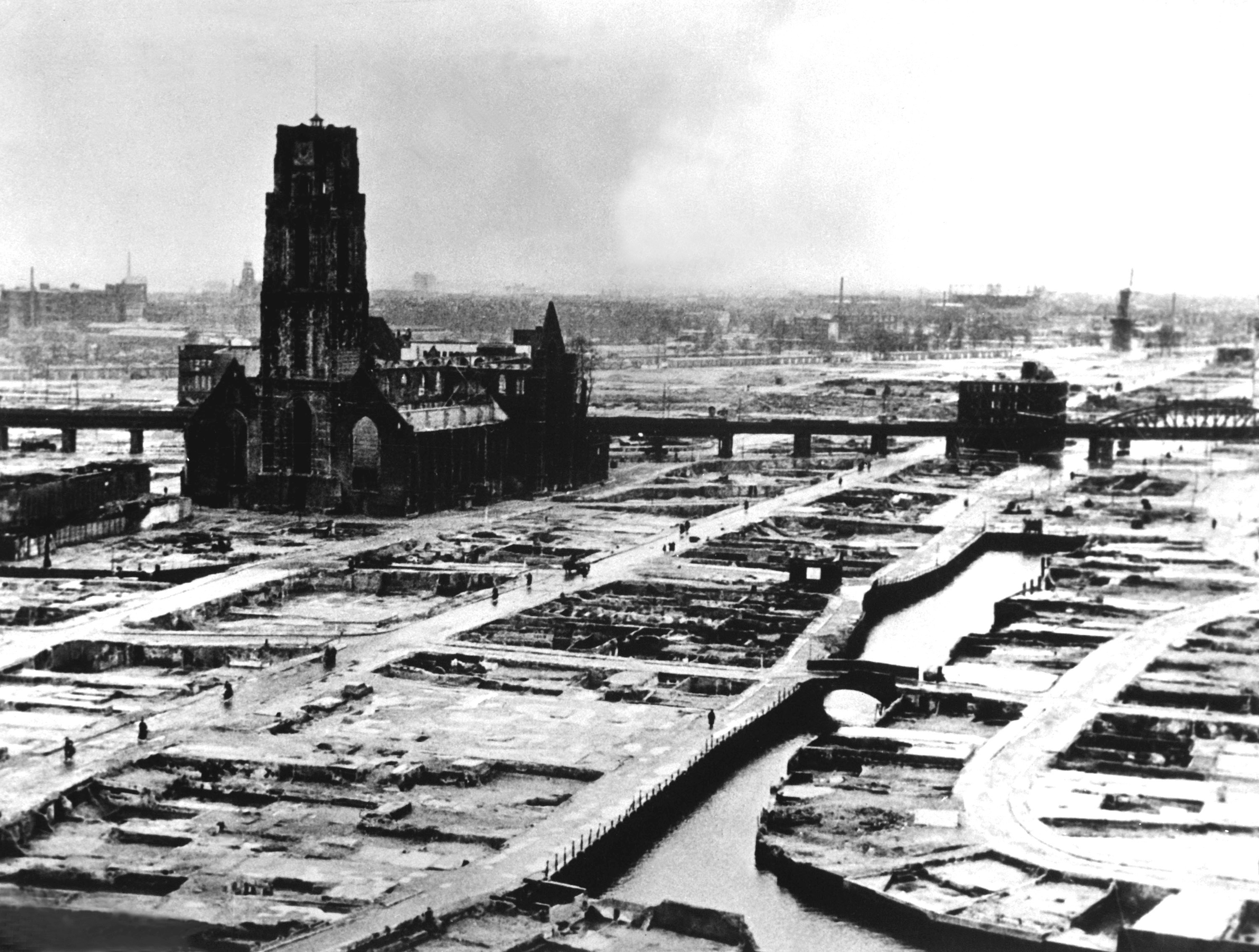
Centro de Róterdam, después de la limpieza de escombros. El edificio dañado a la izquierda, posteriormente restaurado, es la iglesia de San Lorenzo.

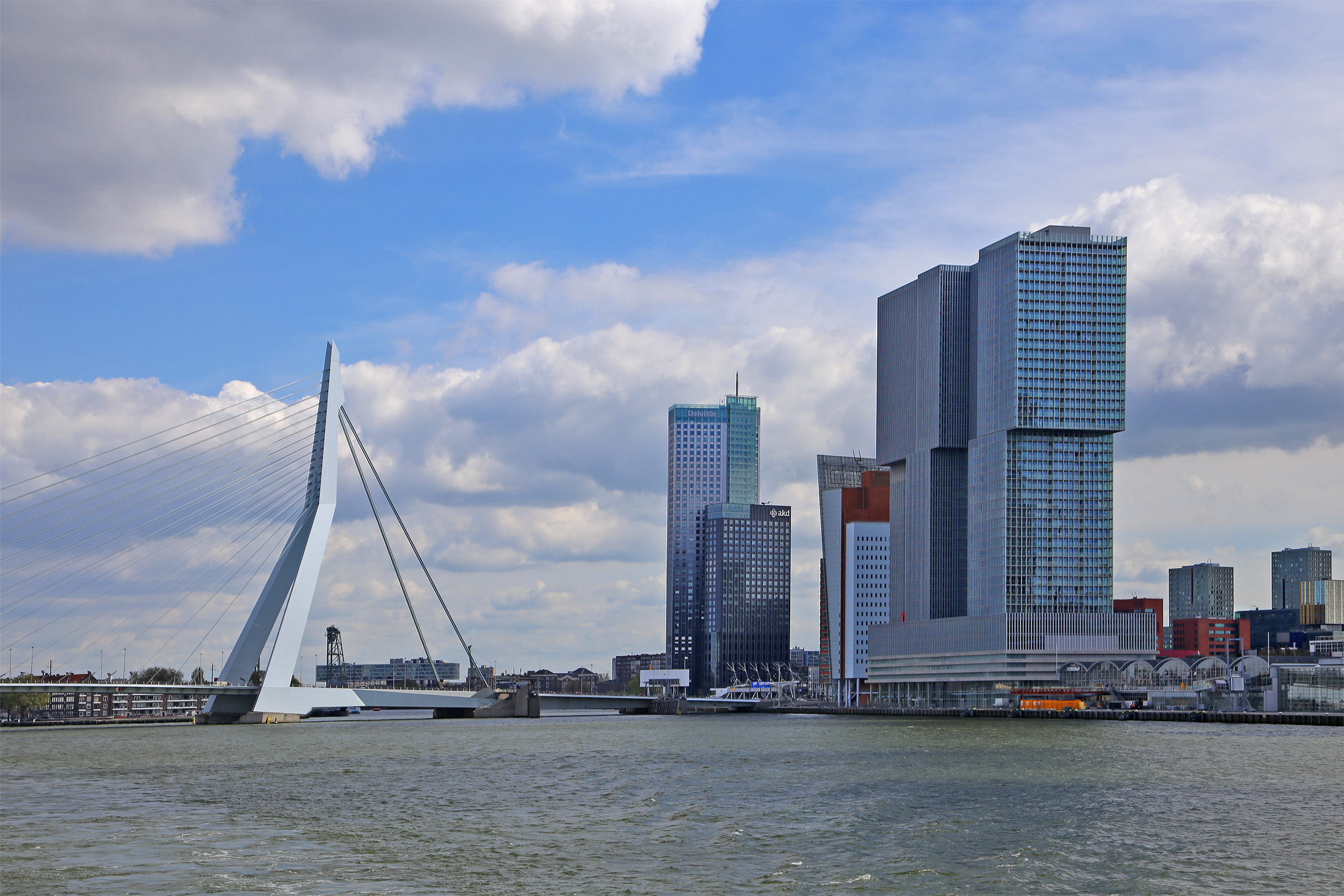
Puente atirantado que cuza el Nieuwe Maas, conectando las partes norte y sur de la ciudad. Fue diseñado por Ben van Berkel y Caroline Bos (UNstudio), siendo completado en 1994.

Todo cambió el 14 de mayo de 1940. Después de varios días de intensos combates alrededor del puente, en la mañana del 14 de mayo de 1940 fue amenazada con la destrucción de la ciudad. Los alemanes parecían tener poca paciencia para llevar a cabo su amenaza, y el bombardeo de Róterdam tuvo lugar en la tarde. Duró sólo quince minutos, pero los efectos destructivos que originó el fuego fueron enormes. Más de 24 000 viviendas fueron reducidas a cenizas. Alrededor de 800 personas murieron y 80 000 quedaron sin hogar. Cuando los alemanes amenazaban con hacer lo mismo de nuevo con Utrecht, desencadenó la rendición neerlandesa. En Róterdam casi todo el centro y el corazón de la ciudad se convirtió en un caos. Al mismo tiempo que la ocupación comenzó, se llenó con muchos desechos. Afortunadamente, los puentes del Mosa, que consisten en el viejo puente William y el puente del ferrocarril al lado, no se destruyeron, por lo que el camino y las conexiones ferroviarias entre las dos partes de la ciudad permanecieron intactas.
En 1941, durante la ocupación también se inició la última gran ronda para la anexión de varios municipios. El 14 de febrero de 1942, el túnel Maas, cuya construcción se inició en 1937, se abrió. Fue el primer túnel para coches en los Países Bajos. El 31 de marzo de 1943 las fuerzas aliadas bombardearon por error zonas habitadas de la ciudad, otros 326 personas murieron y 400 resultaron heridas. Las consecuencias del Holocausto en Róterdam son difíciles de olvidar. Reclasificaciones municipales, estiman que el inicio de la ocupación provocó el desplazamiento de más de 11 000 judíos; sólo unos 1400 han sobrevivido a la persecución y otros actos de guerra. El 10 y 11 de noviembre de 1944, hubo una gran redada, en la que se llevaron cerca de 50 000 hombres de entre 17 y 40 años. En la noche antes de la redada, Róterdam fue rodeada por soldados alemanes y 8000 ocuparon los principales puentes y plazas, y la línea de teléfono fue cerrada.

### Después de la Segunda Guerra Mundial
Después de la guerra comenzó la reconstrucción. En una apuesta por la innovación y la modernización, muchos edificios dañados y no reparados fueron demolidos. En los años cincuenta la reconstrucción estaba en pleno apogeo. Róterdam era la imagen de una "ciudad de trabajo" y se convirtió en un modelo de modernidad. En 1953 se hizo la apertura de la primera calle peatonal de compras en Europa. La nueva estación central fue acabada en 1957. Con motivos festivos, en 1960 se fundó el Euromast. Junto a la famosa estatua "La Ciudad Destruida" (por Ossip Zadkine), el Euromast era el símbolo de la posguerra en Róterdam. En 1970, el Euromast aumentó de tamaño con la Space Tower, con lo que en total llegó a los 185 metros.
Para aliviar la escasez de viviendas, la ciudad rápidamente creó algunos de los nuevos barrios, con gran cantidad de apartamentos. Junto con la restauración de los puertos también se desarrollaron planes de hermanamientos. Las nuevas áreas portuarias se crean sucesivamente, con enormes tanques de almacenamiento de petróleo crudo. Las operaciones portuarias crecieron tan rápido que el puerto de Róterdam se convirtió en 1962 en el puerto más grande del mundo.
En 1960 comenzó la construcción del metro, en 1968 se abrió la primera línea de metro en los Países Bajos. En 1970 se produjo cerca de Zuidpleinse inauguró la apertura de la nueva sala de conciertos Ahoy. En los años noventa ya se veía un nuevo horizonte con varios rascacielos. El edificio Maastoren, de 164 metros, es el rascacielos más alto de Róterdam. Con la finalización del puente Erasmus en 1996, la ciudad toma un nuevo símbolo.
| Distritos |
| --- |
| - Centro - Charlois - Delfshaven - Feijenoord - Hillegersberg-Schiebroek - Hoek van Holland - Hoogvliet - IJsselmonde - Kralingen-Crooswijk - Noord - Overschie - Pernis - Príncipe Alexander - Rozenburg |

## Política
El 16 de octubre de 2008 la mayoría socialdemócrata del consejo municipal de la ciudad eligió como alcalde al neerlandés de origen marroquí Ahmed Aboutaleb (que asumió el cargo el 1 de enero de 2009), político que llegó a Países Bajos en la adolescencia y que ha hecho su carrera en el Partido de los Trabajadores (PvdA), también de orientación socialdemócrata, y que actualmente trabaja como secretario de Estado para trabajo y asuntos sociales en el gobierno de coalición de democristianos y socialdemócratas de La Haya.

## Geografía

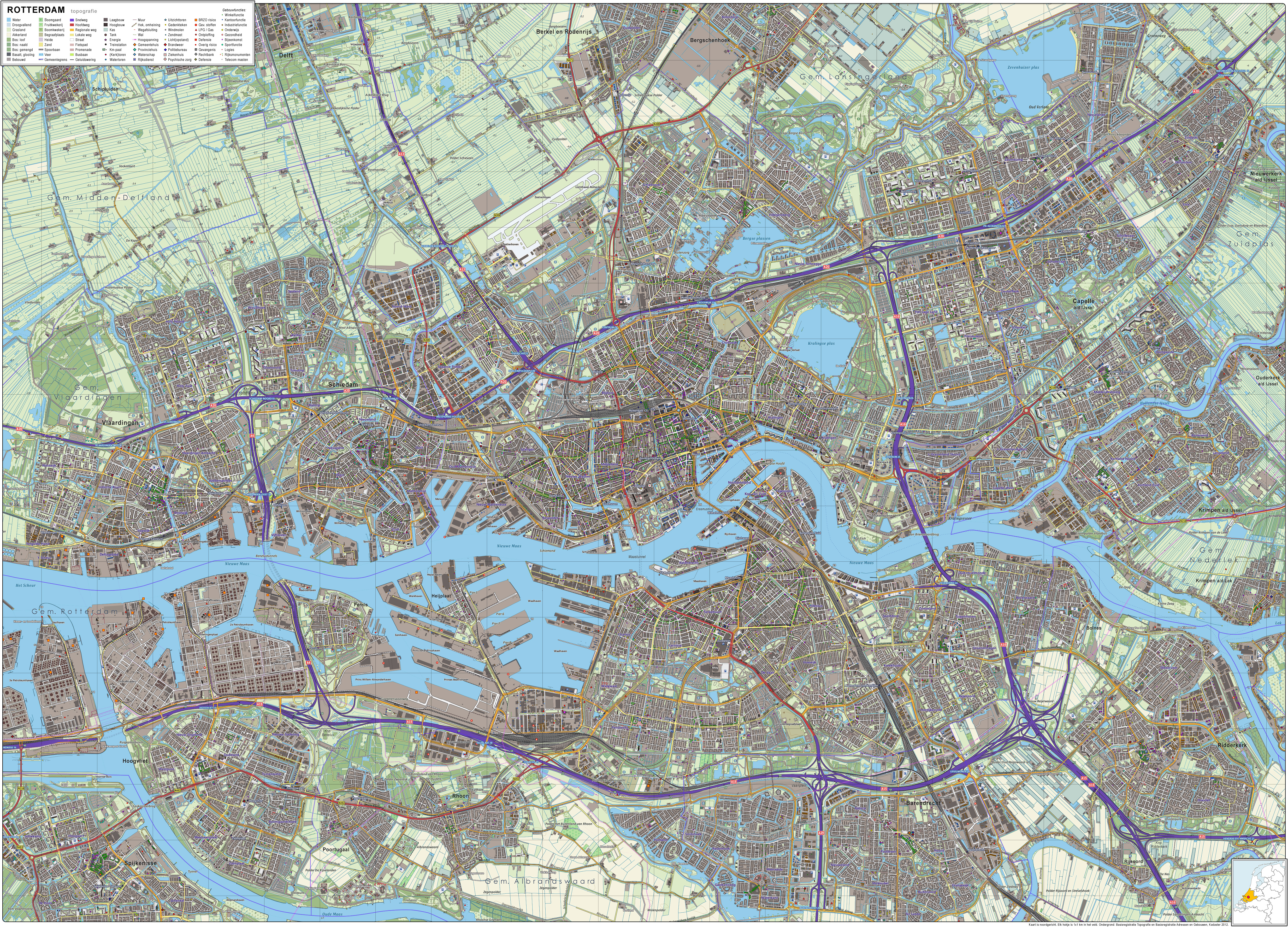
Mapa topográfico de Róterdam (tomado en 2011).

Róterdam se divide en las mitades norte y sur por el río Nieuwe Maas (Nuevo Mosa), conectadas de oste a este por el Beneluxtunnel, el Maastunnel, el Erasmusbrug (Puente Erasmus), un túnel de metro, el Willemsspoortunnel (túnel ferroviario), el Willemsbrug, el Koninginnebrug (Puente de la Reina), y el Van Brienenoordbrug. El antiguo puente ferrocarril De Hef (el Levante) se conserva como un monumento en una posición elevada entre la Noordereiland (Isla del Norte) y el sur de la ciudad.
El centro de la ciudad está situada en la orilla norte de la Nieuwe Maas, aunque el desarrollo urbano reciente ha ampliado el centro hacia zonas del sur de Róterdam conocidas, como Kop van Zuid (la parte norte del sur de Róterdam). Desde su núcleo interior, Róterdam alcanza el mar del Norte por una franja en la que predomina la zona portuaria.
Construida sobre todo detrás de los diques, gran parte de Róterdam está por debajo del nivel del mar. Por ejemplo, la parroquia de Príncipe Alexander, en el noreste de Róterdam se encuentra a 6 metros bajo el nivel del mar, siendo este el punto más bajo en los Países Bajos.
Róterdam se encuentra en el sur de Randstad. Con una población de 7,1 millones, Randstad es la sexta mayor área metropolitana de Europa (después de Moscú, Londres, la cuenca del Ruhr, Estambul y París).
La parte sur del Randstad (Holanda Meridional) se llama el Ala Sur (Zuidvleugel). Incluyendo Leiden, La Haya, Zoetermeer, Delft, Vlaardingen, Schiedam, Capelle aan den IJssel, Spijkenisse y Dordrecht, Zuidvleugel. En el corazón de Zuidvleugel están las aglomeraciones urbanas que rodean La Haya y Róterdam, son lo suficientemente cercanas como para ser casi una sola aglomeración urbana (con una población de aproximadamente 2,5 millones), por lo que también comparten aeropuerto y un sistema de tren ligero denominado RandstadRail. Se está estudiando la posibilidad de crear un área metropolitana donde se incluirían Róterdam y La Haya.

### Clima
El clima es oceánico, con suaves veranos y fríos inviernos.
| Parámetros climáticos promedio de Rotterdam The Hague Airport                                                  | Parámetros climáticos promedio de Rotterdam The Hague Airport | Parámetros climáticos promedio de Rotterdam The Hague Airport | Parámetros climáticos promedio de Rotterdam The Hague Airport | Parámetros climáticos promedio de Rotterdam The Hague Airport | Parámetros climáticos promedio de Rotterdam The Hague Airport | Parámetros climáticos promedio de Rotterdam The Hague Airport | Parámetros climáticos promedio de Rotterdam The Hague Airport | Parámetros climáticos promedio de Rotterdam The Hague Airport | Parámetros climáticos promedio de Rotterdam The Hague Airport | Parámetros climáticos promedio de Rotterdam The Hague Airport | Parámetros climáticos promedio de Rotterdam The Hague Airport | Parámetros climáticos promedio de Rotterdam The Hague Airport | Parámetros climáticos promedio de Rotterdam The Hague Airport |
| Mes | Ene.                                                          | Feb.                                                          | Mar.                                                          | Abr.                                                          | May.                                                          | Jun.                                                          | Jul.                                                          | Ago.                                                          | Sep.                                                          | Oct.                                                          | Nov.                                                          | Dic.                                                          | Anual                                                         |
| --- | ------------------------------------------------------------- | ------------------------------------------------------------- | ------------------------------------------------------------- | ------------------------------------------------------------- | ------------------------------------------------------------- | ------------------------------------------------------------- | ------------------------------------------------------------- | ------------------------------------------------------------- | ------------------------------------------------------------- | ------------------------------------------------------------- | ------------------------------------------------------------- | ------------------------------------------------------------- | ------------------------------------------------------------- |
| Temp. máx. abs. (°C)                                                                                           | 14.1                                                          | 16.7                                                          | 21.2                                                          | 26.7                                                          | 30.5                                                          | 32.8                                                          | 37.2                                                          | 34.9                                                          | 29.0                                                          | 24.8                                                          | 18.3                                                          | 15.1                                                          | 37.2                                                          |
| Temp. máx. media (°C)                                                                                          | 6.0                                                           | 6.6                                                           | 9.9                                                           | 13.5                                                          | 17.5                                                          | 19.9                                                          | 22.2                                                          | 22.1                                                          | 18.9                                                          | 14.7                                                          | 9.9                                                           | 6.6                                                           | 14.0                                                          |
| Temp. media (°C)                                                                                               | 3.6                                                           | 3.7                                                           | 6.4                                                           | 9.1                                                           | 12.9                                                          | 15.5                                                          | 17.8                                                          | 17.6                                                          | 14.8                                                          | 11.2                                                          | 7.3                                                           | 4.2                                                           | 10.4                                                          |
| Temp. mín. media (°C)                                                                                          | 0.8                                                           | 0.5                                                           | 2.6                                                           | 4.3                                                           | 7.8                                                           | 10.6                                                          | 13.1                                                          | 12.8                                                          | 10.6                                                          | 7.5                                                           | 4.2                                                           | 1.4                                                           | 6.4                                                           |
| Temp. mín. abs. (°C)                                                                                           | -17.1                                                         | -13.8                                                         | -11.4                                                         | -6.0                                                          | -1.4                                                          | 0.5                                                           | 3.6                                                           | 4.6                                                           | 0.4                                                           | -5.1                                                          | -7.5                                                          | -13.3                                                         | -17.1                                                         |
| Precipitación total (mm)                                                                                       | 69.1                                                          | 57.9                                                          | 64.9                                                          | 42.6                                                          | 58.3                                                          | 65.2                                                          | 74.0                                                          | 81.0                                                          | 87.1                                                          | 90.1                                                          | 87.1                                                          | 78.3                                                          | 855.6                                                         |
| Días de precipitaciones (≥ 1 mm)                                                                               | 12                                                            | 10                                                            | 12                                                            | 9                                                             | 9                                                             | 10                                                            | 10                                                            | 10                                                            | 12                                                            | 12                                                            | 13                                                            | 13                                                            | 132                                                           |
| Días de nevadas (≥ 1 mm)                                                                                       | 6                                                             | 5                                                             | 4                                                             | 2                                                             | 0                                                             | 0                                                             | 0                                                             | 0                                                             | 0                                                             | 0                                                             | 2                                                             | 4                                                             | 23                                                            |
| Horas de sol                                                                                                   | 62.5                                                          | 83.8                                                          | 124.0                                                         | 174.9                                                         | 213.9                                                         | 203.6                                                         | 213.1                                                         | 196.6                                                         | 137.6                                                         | 106.9                                                         | 60.4                                                          | 46.7                                                          | 1623.8                                                        |
| Humedad relativa (%)                                                                                           | 88                                                            | 85                                                            | 83                                                            | 78                                                            | 77                                                            | 79                                                            | 79                                                            | 80                                                            | 84                                                            | 86                                                            | 89                                                            | 89                                                            | 83.1                                                          |
| Fuente n.º 1: Royal Netherlands Meteorological Institute (1981–2010 normals, snowy days normals for 1971–2000) |                                                               |                                                               |                                                               |                                                               |                                                               |                                                               |                                                               |                                                               |                                                               |                                                               |                                                               |                                                               |                                                               |
| Fuente n.º 2: Royal Netherlands Meteorological Institute (1971–2000 extremes)                                  |                                                               |                                                               |                                                               |                                                               |                                                               |                                                               |                                                               |                                                               |                                                               |                                                               |                                                               |                                                               |                                                               |

## Demografía

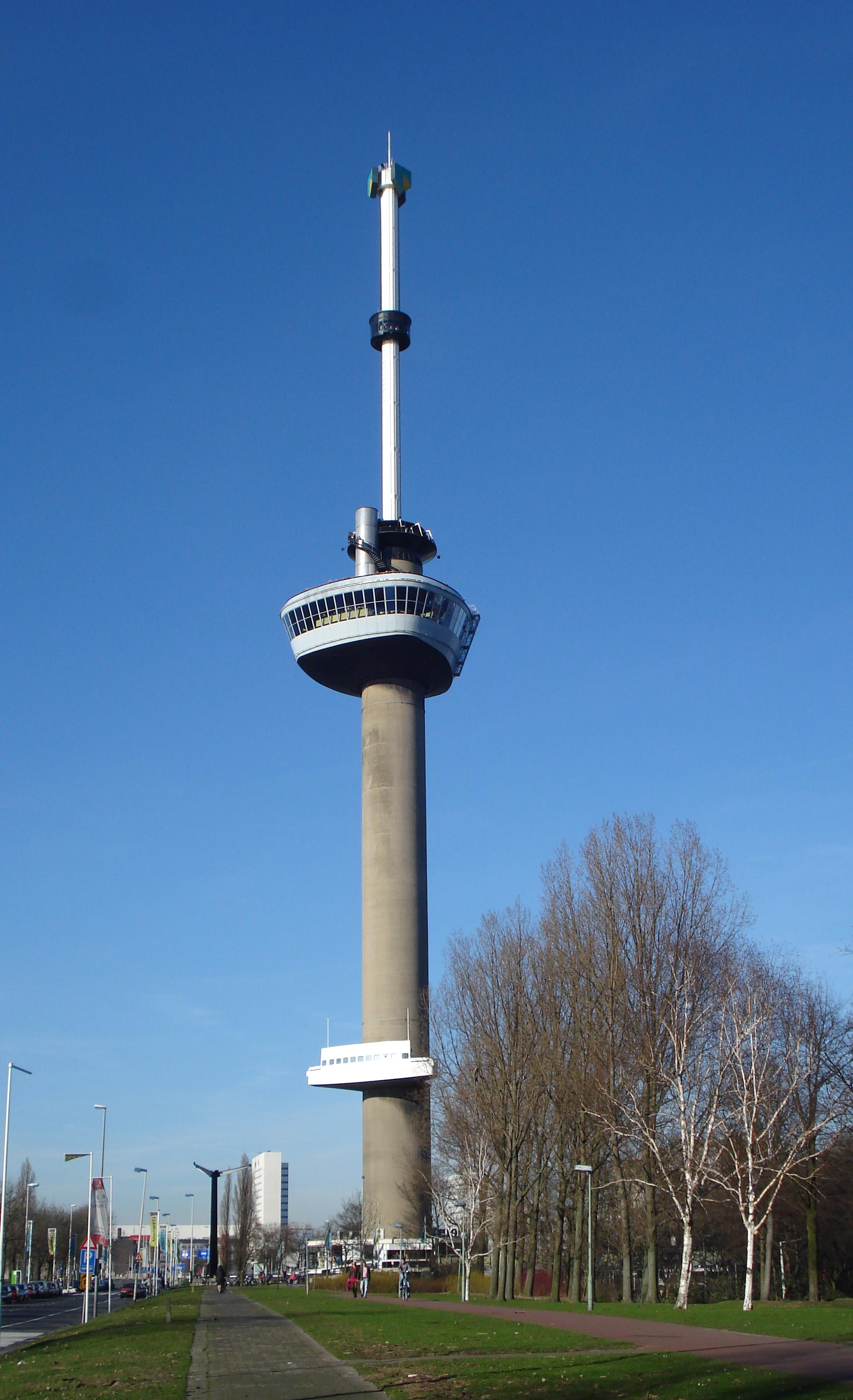
Euromast, diseñada por Huig Aart Maaskant y construida entre 1958 y 1960. Alberga un restaurante y un observatorio a 96 metros de altura.

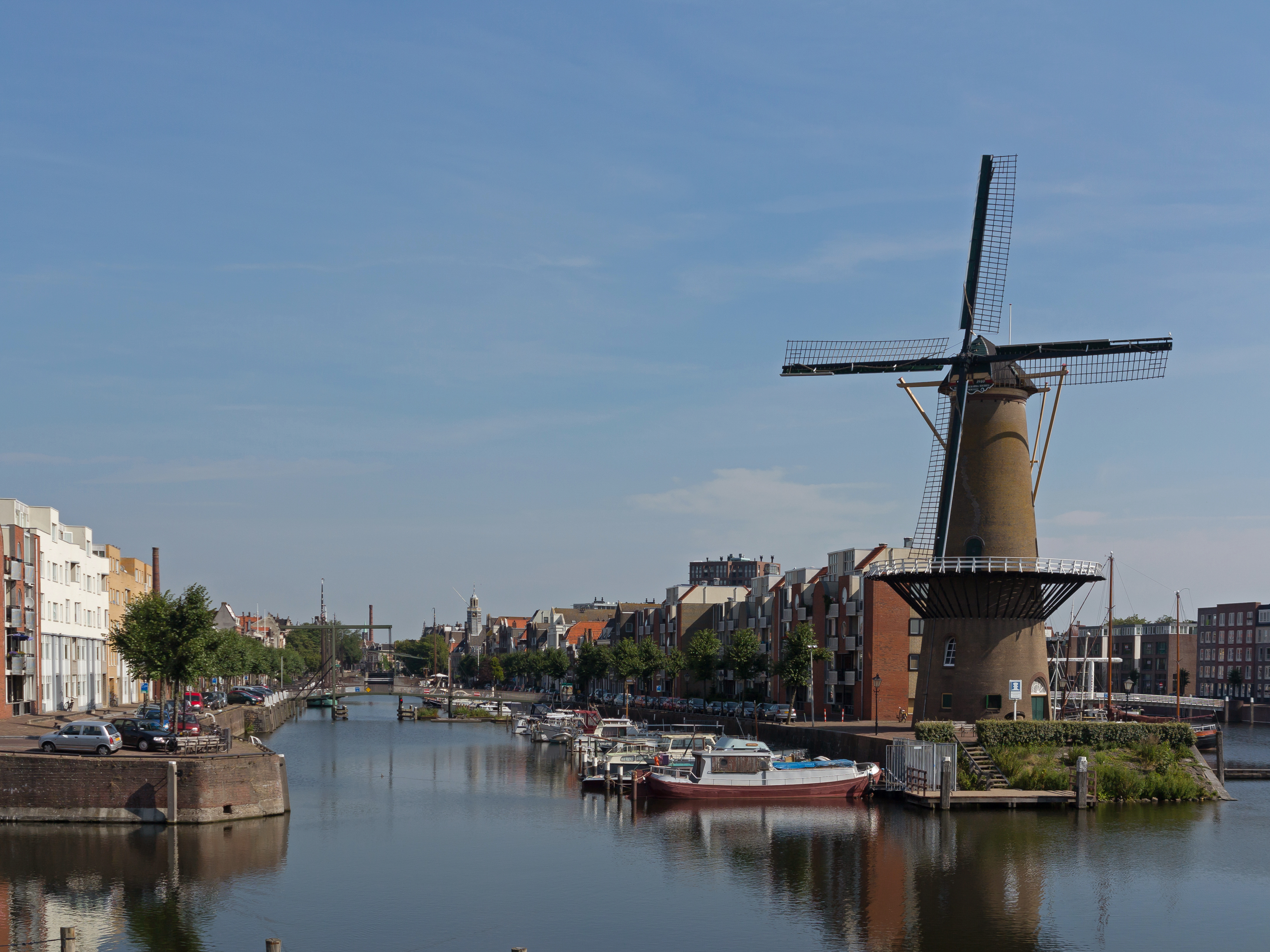
Delfshaven, el molino: molen de Distilleerketel.

Después de la absorción de Rozenburg en 2010, la población de Róterdam es de más de 600 000 personas. Tras la apertura del nuevo canal en 1875, el mayor y más rápido crecimiento de la población por el puerto de Róterdam abarcó 25 años, la población creció en cerca de 200 000 personas, la mayoría de los trabajadores portuarios vinieron de Brabante, Zelanda y Bélgica. El rápido crecimiento en los años sesenta y setenta fue provocado por muchos inmigrantes de Italia, España, Marruecos, Turquía, ex Yugoslavia y Grecia. Aparte, en la ciudad también hay una gran población de chinos, surinameses, antillanos (de las Antillas Neerlandesas) y caboverdianos. La tasa de desempleo es del 8,2 %, y el número de personas con trabajo es de casi 300 000 (Todos los datos son de 2011)
En total, el 48 % de la población de Róterdam es actualmente de origen extranjero. Cientosesenta nacionalidades viven allí; la comunidad más grande es la de Surinam.
Evolución de la población
| Gráfica de evolución demográfica de Róterdam entre 1796 y 2015 |
|                                                                |

## Economía

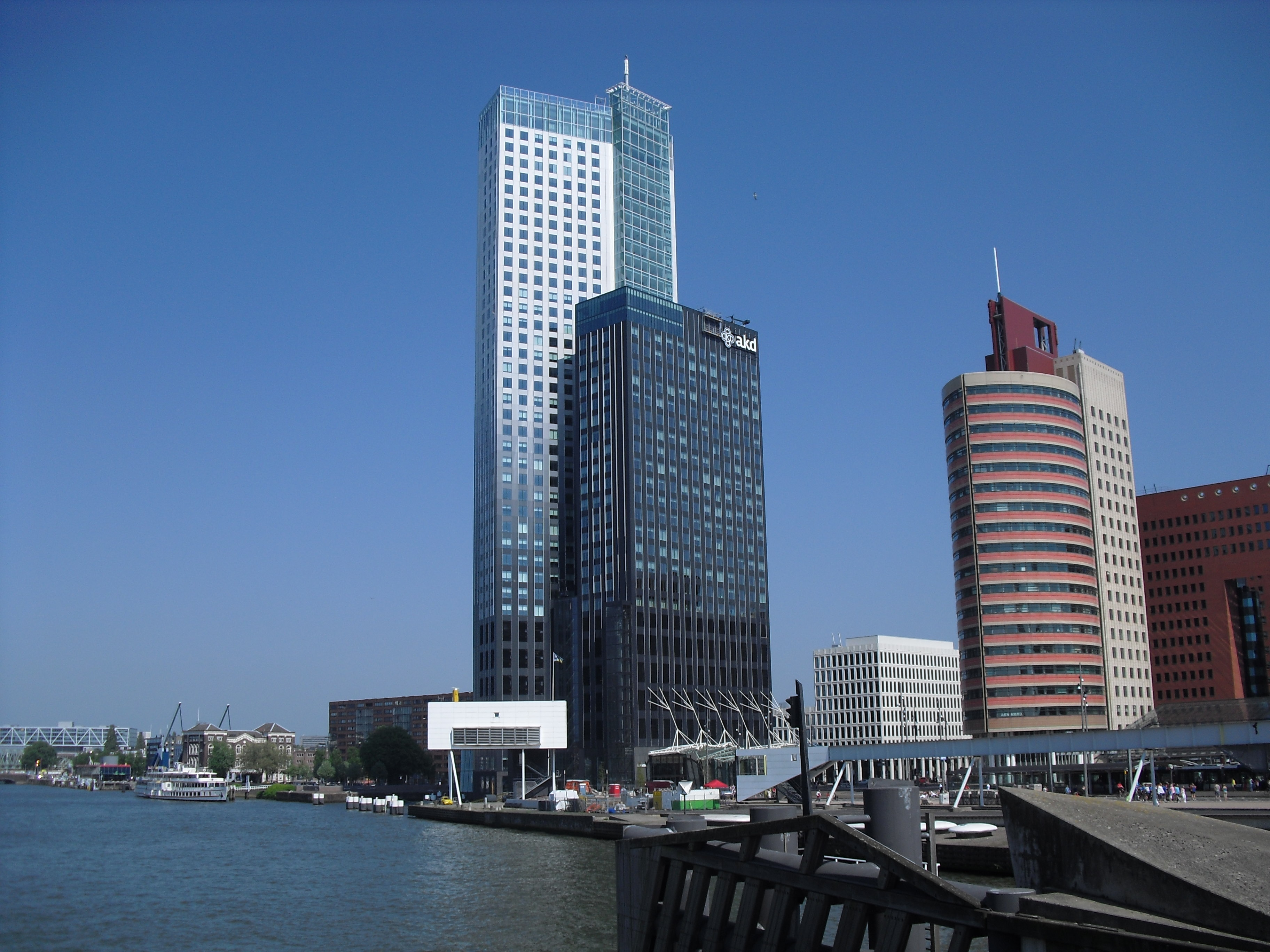
Maastoren, edificio más alto de los Países Bajos, con 165 metros. Fue completado en 2010.

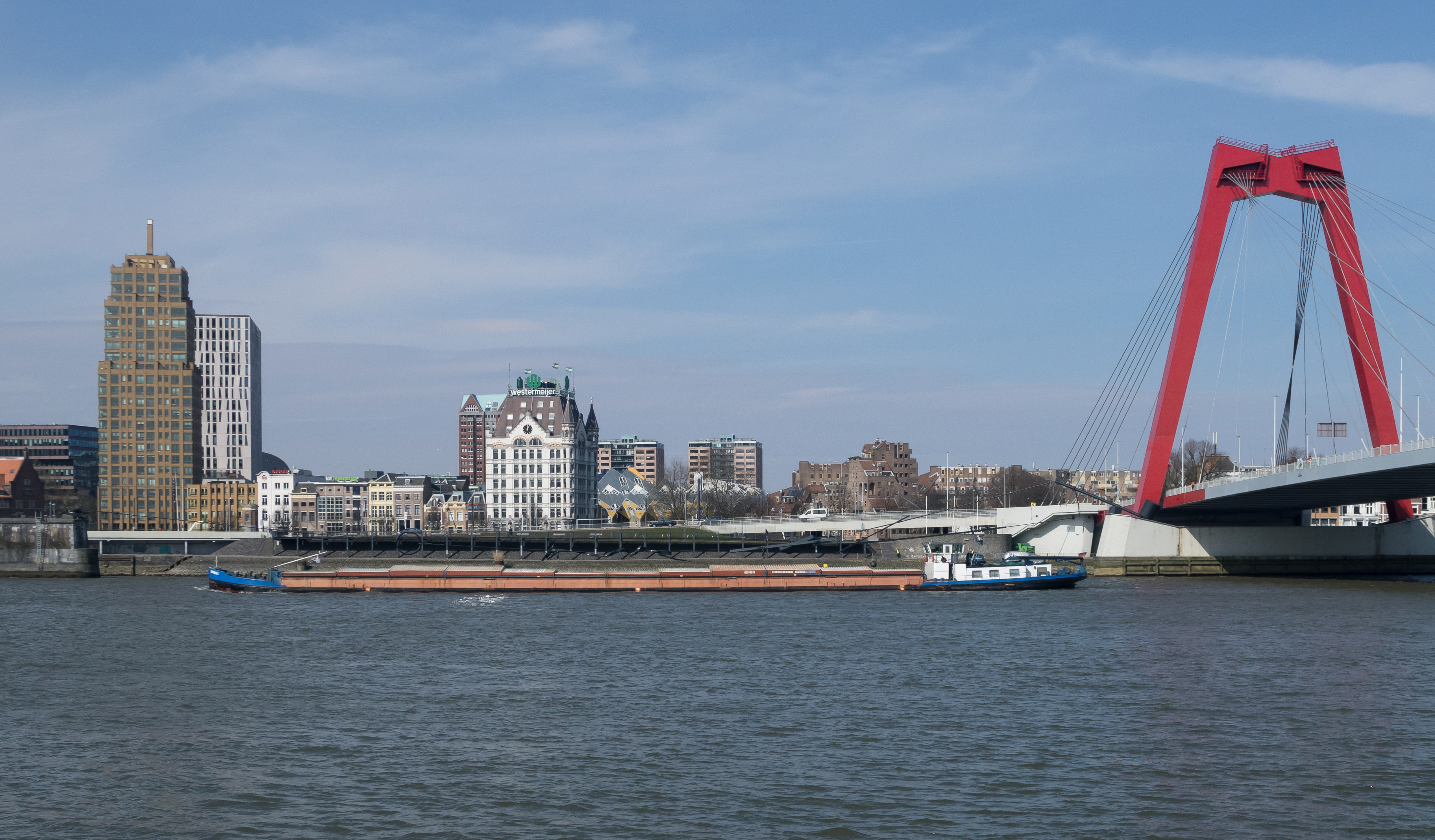
Róterdam, vista del Wijnhaven y el puente (Willemsbrug) desde el Noordereiland.

Róterdam ha sido siempre uno de los principales centros de la industria del transporte marítimo en los Países Bajos. Desde la Cámara de Róterdam VOC, donde tuvieron lugar sus primeras multinacionales (establecidas en 1602). La empresa marina mercante líder Royal Nedlloyd (fundada en 1970), tiene su sede central en el emblemático edificio de Willemswerf. En 1997, Nedlloyd se fusionó con el líder de la industria naviera británica P&O, formando la tercera compañía más grande de la flota mercante del mundo. Por último la anglo-neerlandesa P&O Nedlloyd fue comprada por la macro-corporación danesa A.P. Møller-Mærsk en 2005, y sus operaciones siguen realizándose en oficinas centrales de Willemswerf. Róterdam es también el hogar de la empresa neerlandesa de bienes de consumo Unilever y Mittal Steel Company NV, filial de la sede en Luxemburgo de Arcelor Mittal, la siderúrgica más grande del mundo.
La Universidad Erasmus tiene un fuerte enfoque en la investigación y educación por la vía de administración y economía. La universidad se encuentra en el lado este de la ciudad y está rodeado de numerosas empresas multinacionales. En Brainpark I, Brainpark II, Brainpark III y Brainpark Het Rivium se encuentran las oficinas de las principales empresas multinacionales. En el centro de la ciudad no solo son las oficinas mencionados anteriormente, sino también Robeco, Ageas, ABN AMRO, ING, y el World Trade Center de Róterdam. El Maersk Line incorpora el legado marino mercante neerlandés.
La ciudad de Róterdam hace uso de los servicios de empresas semi-gubernamentales como Roteb (cuidado de saneamiento, gestión de residuos y servicios clasificados) y la Autoridad del puerto de Róterdam (para mantener el puerto). Ambas empresas fueron una vez los órganos municipales, ya que son entidades autónomas y propiedad de la ciudad.

### Puerto

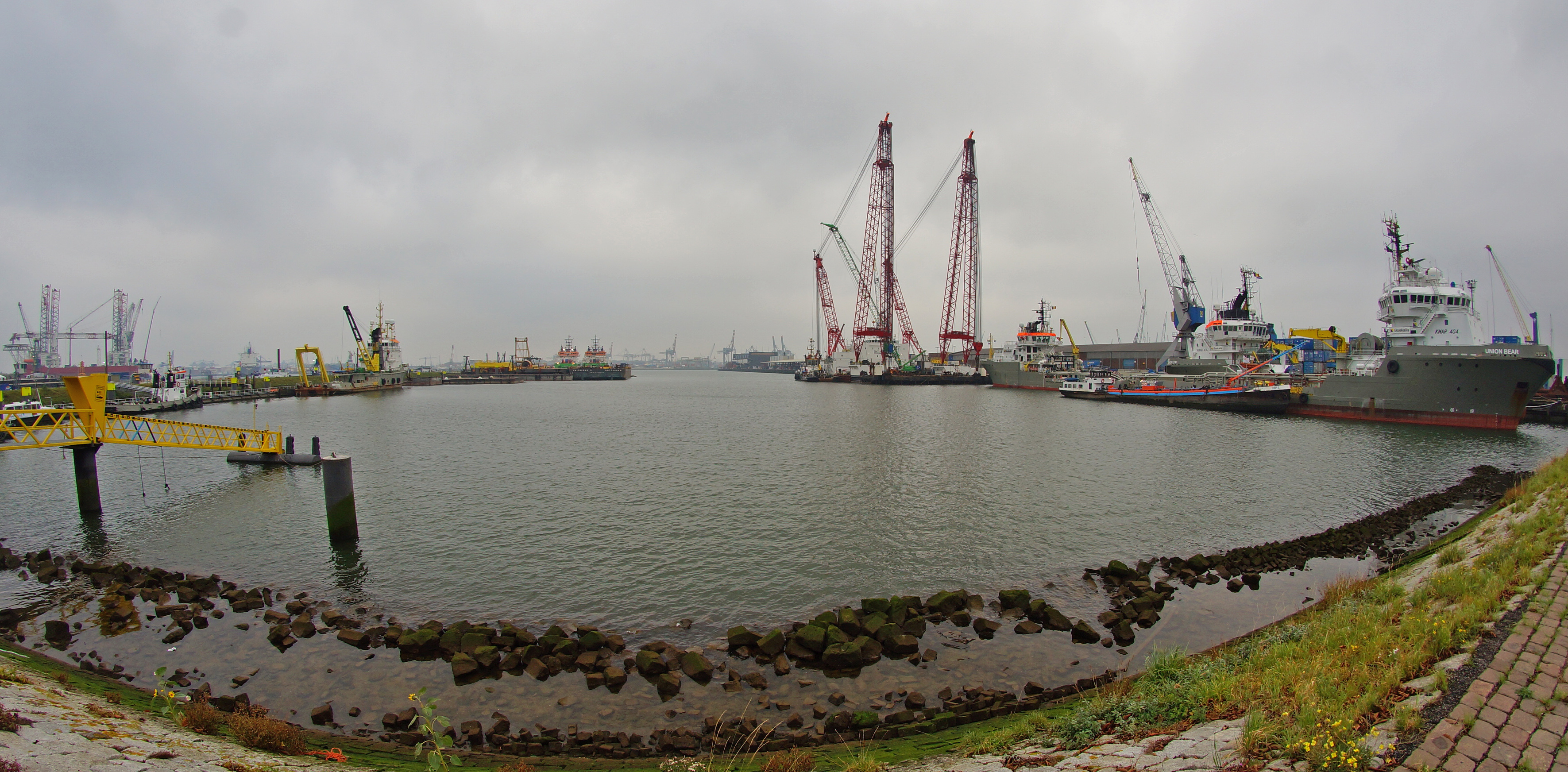
Puerto de Waalhaven.

Europoort, el puerto de Róterdam, un gran conjunto portuario en el extremo oeste del canal, fue construido en la década de 1960 para la descarga y almacenamiento del crudo procedente de los petroleros. Varios canales comunican la ciudad con otros centros urbanos en la Unión Europea. El cruce de canales más grande del continente fue inaugurado en Magdeburgo en 2003, con lo que se posibilitó que el tráfico llegue hasta Berlín. En la orilla sur del río Mosa existen otras instalaciones e importantes industrias, entre las que se cuentan refinerías de petróleo, astilleros y fábricas de productos químicos, artículos de metal y refinerías de azúcar. Entre los productos exportados destacan el carbón, la maquinaria y los productos lácteos; las principales importaciones son de aceite y grano.

## Transportes
El transporte de Róterdam está organizado por el RET Rotterdamse Elektrische Tram, una compañía creada en 1927 que administra el tráfico de tranvías, metro y autobuses urbanos para Róterdam y su área urbana.
El Metro de Róterdam fue la primera red de metro abierta en los Países Bajos. La primera línea comenzó a funcionar en febrero de 1968: esta línea norte-sur se extiende entre la estación central y el Zuidplein, conectando así banco norte y banco sur de New Meuse. Se extiende gradualmente. Una segunda línea este-oeste se abrió en 1982. Estas dos líneas originales se dividieron y extendieron, y actualmente hay cinco líneas que conforman la red metropolitana, que sirve a Róterdam y las áreas urbanas circundantes. La longitud total de la red es de 78,3 km.
Por otra parte, la ciudad tiene una red de ciclovías con una longitud total de 600 km. Cuatro caminos principales de la ciudad están doblados por un carril destinado a la circulación de bicicletas: el que corre a lo largo del puente Erasmus, el que corre a lo largo del Schiekade, el que corre a lo largo de la avenida de Weena, en el centro, y el que pasa a través del Provenierstunnel. Esta red incluye puentes destinados exclusivamente a bicicletas. La red de ciclismo de la ciudad se complementa con 8500 espacios para bicicletas. La ciudad también está esmaltada con numerosos puntos de bicicletas de autoservicio gracias a un sistema de pase electrónico, el sistema OV-fietsCR 41. Además, varias de las ciclovías del municipio están destinadas a caminar o hacer senderismo, como el Rondje Rotterdam, una ruta de 10 km; el Fietsroute Rotterdam, de 23 km de largo; o Nieuwe Maasparcourt, una ruta que corre a lo largo del New Meuse.
En cuanto al transporte aéreo, en 1955 fue construido el Aeropuerto de Róterdam-La Haya en el pólder Zestienhoven al norte de la ciudad. Se construyó una nueva terminal a fines de la década de 1960. El nuevo edificio de tránsito de pasajeros se inauguró en 1970. El aeropuerto se conocía como el Aeropuerto Zestienhoven, pasó a llamarse Aeropuerto de Róterdam en 2004, luego Aeropuerto de Róterdam-La Haya el 10 de febrero de 2010. En 2016, el tráfico de pasajeros en el aeropuerto ascendió a 1 683 863 y se operaron 52 442 vuelos aéreos allí, ubicándose en el tercer lugar entre los aeropuertos del país.

## Educación

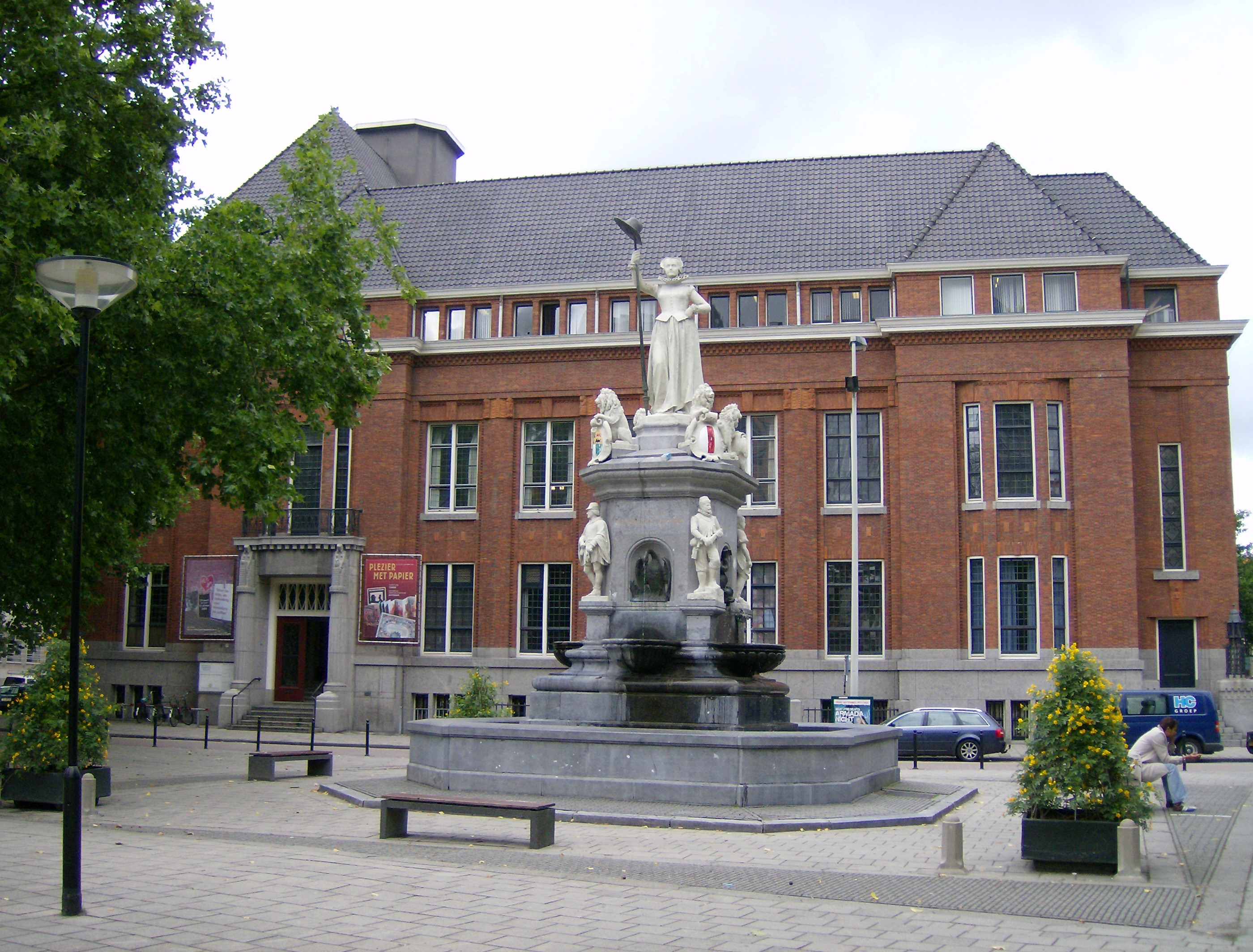
Erasmus University College.

El sistema educativo holandés ofrece varias opciones de educación superior. Las universidades de investigación, o WO, también se preparan para los primeros años y maestrías, y también ofrecen programas de doctorado; sus profesores son profesores-investigadores. Las universidades de estudios aplicados, llamadas Hogeschool o HBO, se preparan para títulos superiores que van desde los primeros años universitarios hasta el máster, pero no ofrecen un tercer ciclo. Un tercer tipo de establecimiento ofrece diplomas internacionales (en inglés) o cursos más cortos o específicos.
Róterdam tiene una universidad de investigación. La Universidad Erasmo de Róterdam acoge a unos 28 000 estudiantes y 3600 empleados (cifras de 2016). Su departamento médico está vinculado al centro hospitalario universitario más grande, el centro médico Erasmus. Fundada en 1913, ha construido una buena reputación a nivel internacional. Entre sus investigadores se encuentra Jan Tinbergen, el premio Nobel de economía. En la clasificación académica de universidades del THE, ocupa el puesto 69 global (2020) de las universidades mundiales.

## Cultura

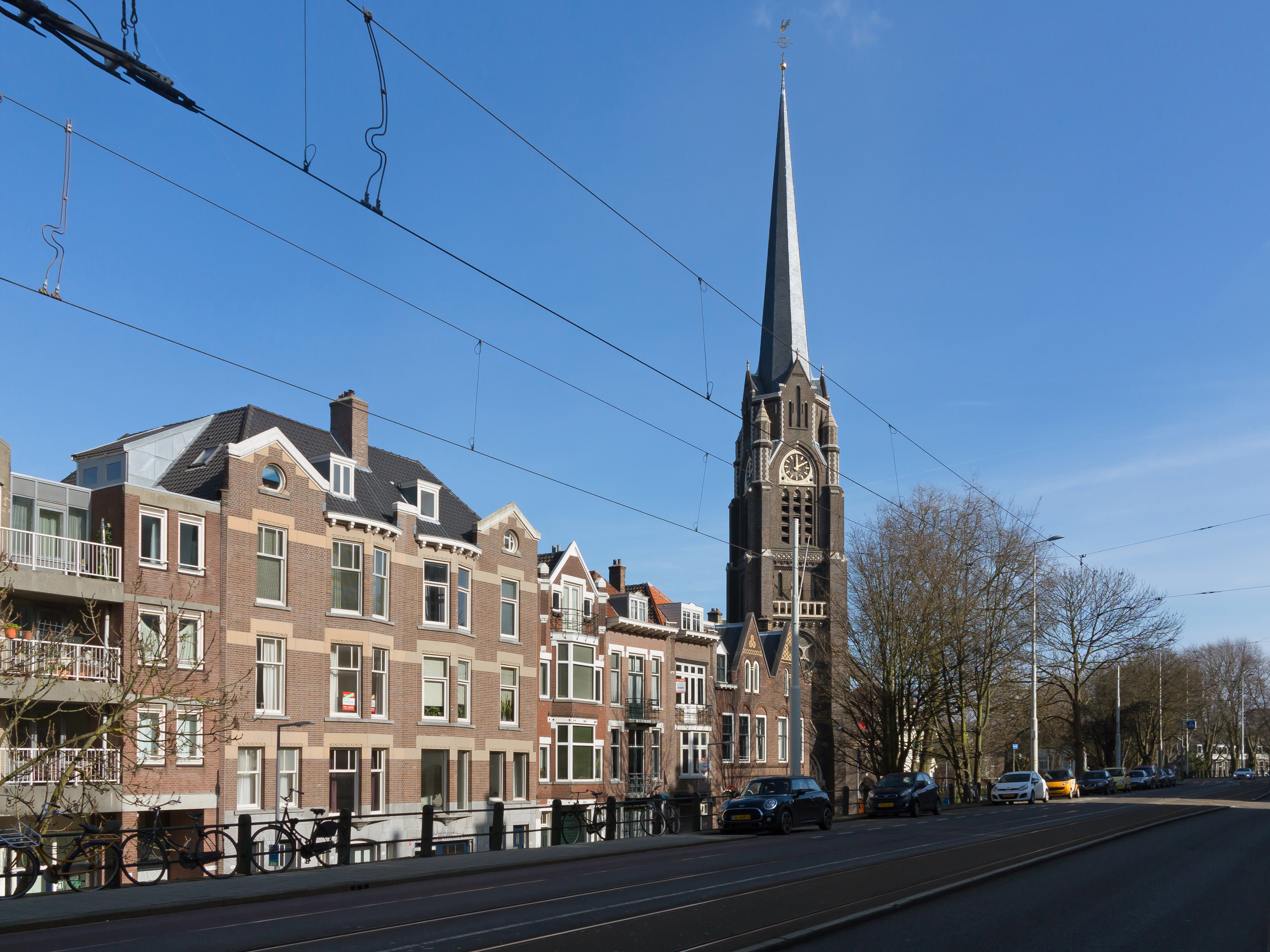
Kralingen, la iglesia: de Sint-Lambertuskerk.

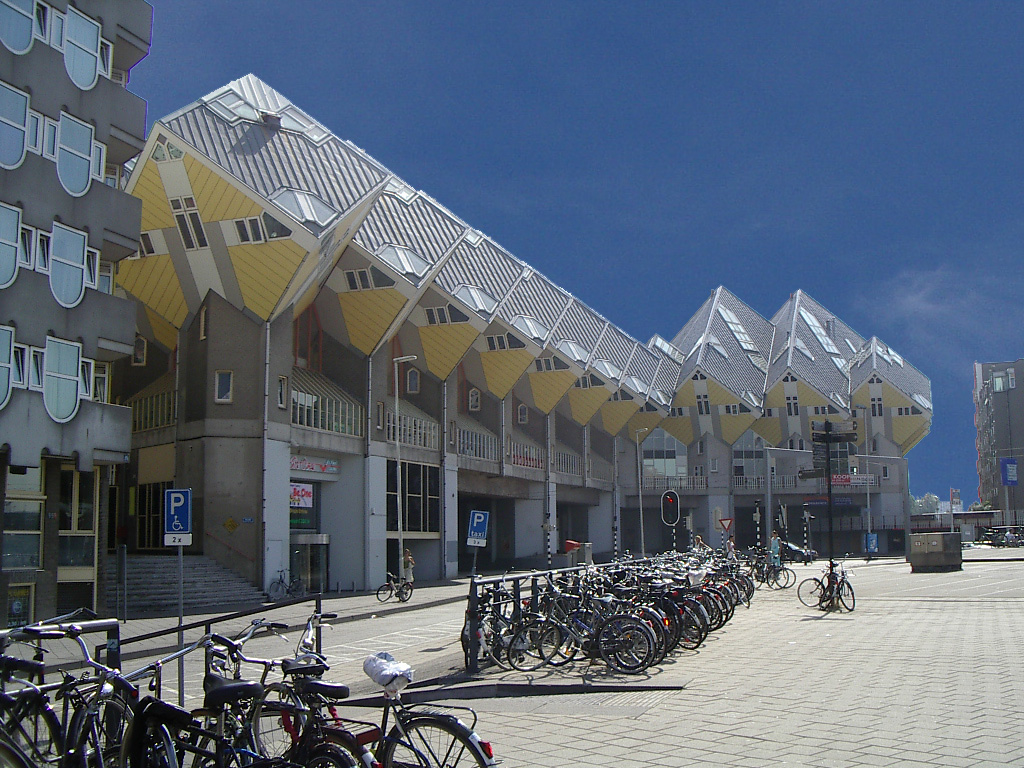
Casas cubo, diseñadas por el arquitecto Piet Blom en 1984.

Lugar de nacimiento de Erasmo, Róterdam se encuentra en regeneración permanente. La ciudad fue elegida como sede del Festival de la Canción de Eurovisión 2020. Sin embargo, la Unión Europea de Radiodifusión (UER) canceló de la 65.ª edición del Festival debido a la pandemia de enfermedad por coronavirus.

## Arquitectura
La ciudad se caracteriza por sus atrevidas estructuras arquitectónicas. Róterdam tiene la reputación de ser una plataforma para el desarrollo de la arquitectura y la educación a través del Instituto Berlage (un laboratorio de postgrado en arquitectura), y el NAI (Instituto Neerlandés de Arquitectura), que está abierto al público y cuenta con una variedad de exposiciones de arquitectura urbanas de calidad, donde también se trabaja en los problemas de planificación.
Tras los bombardeos de la Segunda Guerra Mundial, la ciudad ha sido reconstruida paulatinamente dando como resultado el desarrollo de edificios enmarcados por el patrimonio histórico superviviente.

### Panorama

Panorama de Róterdam, 2019.

## Deportes
| Equipo                | Deporte    | Competición    | Estadio                    | Creación |
| --------------------- | ---------- | -------------- | -------------------------- | -------- |
| Feyenoord Róterdam    | Fútbol     | Eredivisie     | Stadion Feijenoord         | 1908     |
| Sparta Rotterdam      | Fútbol     | Eredivisie     | Sparta Stadion Het Kasteel | 1888     |
| Excelsior Rotterdam   | Fútbol     | Eredivisie     | Stadion Woudestein         | 1902     |
| Rotterdam Challengers | Baloncesto | FEB Eredivisie | Topsportcentrum            | 1954     |